# تركمانستان في الألعاب الأولمبية الصيفية 2012
تركمانستان من المقرر أن تنافس في الألعاب الأولمبية الصيفية 2012 في لندن، المملكة المتحدة من 27 يوليو إلى 12 أغسطس 2012.